# Armistice Day (album)
Armistice Day is een muziekalbum van de Britse band The Syn. Origineel was The Syn een band uit de jaren zestig maar na een kleine reünie werden tot 2008 twee albums uitgebracht, waarvan dit de laatste is. Het eerste album was een heruitgave van The Original Syn en kreeg de medewerking van alle originele leden. Een album verder was er alweer hommeles in de band. Het album werd steeds uitgesteld (net zoals het eerste) en uiteindelijk trokken Squire en White zich terug en deden een oproep aan de fans om het album vooral niet te kopen. Het zou een min of meer soloporject van Nardelli zijn. De groep als onder is weer in tweeën gevallen Squire, White en Johnson aan de ene kant en Nardelli aan de andere. Het genre is niet is gevuld omdat het album een ratjetoe aan muziek bevat; geen wonder dat de Yesleden zich terugtrokken.  

## Musici
- Steve Nardelli – zang
- Chris Squire – basgitaar, zang
- Gerard Johnson – toetsen
- Shane Theriot – gitaar
- Alan White – slagwerk.
- gast Tom Misselbroek – slagwerk.

## Composities
1. Armistice Day (Nardelli, Johnson)
2. Silent Revolution (Nardelli, Squire)
3. Cathedral of love (Nardelli, Squire, Johnson, Brewer)
4. 21st Century (Nardelli)
5. Golden Age (Nardelli, Squire)
6. Some time, same way (Nardelli, Squire, Stacey, Johnson)
7. Reach outro (Nardelli, Squire, Stacey, Johnson)